# Ульвског, Марита
Марита Елена Ульвског (швед. Marita Helena Ulvskog; род. 4 сентября 1951 года, Лулео, Швеция) — шведский политический деятель, журналистка, член Социал-демократической рабочей партии Швеции. Являлась депутатом Европейского парламента с 2009 по 2019 год, входила там в группу Прогрессивный альянс социалистов и демократов, являлась одним из четырёх вице-президентов Партии европейских социалистов под руководством председателя Сергея Станишева. Занимала различные министерские должности в правительстве Швеции.

## Биография
Марита Ульвског родилась 4 сентября 1951 года в Лулео, Швеция. Ульвског выросла в рабочей семье в Норрботтен. В юности была членом группы FNL, которая боролась против войны во Вьетнаме, шведской Партия солидарности.
Она была главным редактором и ответственным издателем журнала Dala-Demokraten с 1990 по 1994 год.
Марита Ульвског являлась членом Риксдага с 1998 по 2009 год. В этот же период она занимала посты министра внутренних дел Швеции (1994—1996) и министра культуры (1996—2004) в правительстве премьер-министра Йорана Перссона. Кроме того, в 2004—2009 годах Ульвског являлась лидером шведской Социал-демократической партии.
30 сентября 2008 года стало известно, что Ульвског возглавит социал-демократов на выборах в Европейский парламент 2009 года, при этом отмечалось, что ещё в 1990-х годах политик критически отзывалась о существовавшей политической системе Европейского союза. По результатам выборов Ульвског была избрана депутатом Европарламента.
В парламенте Ульвског занимала должность заместителя председателя Комитет по занятости и социальным вопросам (2014—2019); также политик входила в состав Комитета по транспорту и туризму. С 2009 по 2014 год работала в Комитете по промышленности, исследованиям и энергетике. В дополнение к своим обязанностям в комитетах Ульвског являлась членом двух межпарламентских групп Европейского парламента: группы солидарности с Западной Сахарой, а также группы по вопросам благосостояния и сохранения животных.
С 2017 года была вице-председателем Партии европейских социалистов (ESP/PES), а с 2018 года председателем Международного центра имени Улофа Пальме.
Помимо политики Ульвског занимается журналистской деятельностью, несколько лет проработала в журнале Шведской конфедерации профсоюзов.

## Личная жизнь
Марита Ульвског в 1973 году вышла замуж за учителя Матса Ульвскога (родился в 1945 г.).